# Federico Chiesa
Federico Chiesa (ur. 25 października 1997 w Genui) – włoski piłkarz, występujący na pozycji napastnika w angielskim klubie Liverpool oraz w reprezentacji Włoch. Zwycięzca Mistrzostw Europy 2020. Uczestnik Mistrzostw Europy 2024.

## Kariera klubowa

### Fiorentina
Chiesa jest wychowankiem ACF Fiorentina, choć w dzieciństwie trenował także w innym klubie z Florencji – U.S. Settignanese. Do pierwszej drużyny Fiorentiny został włączony przez Paulo Sousę przed rozpoczęciem sezonu 2016/2017. 18-latek zadebiutował już w pierwszej kolejce Serie A, w meczu z Juventusem. Chiesa znalazł się w wyjściowym składzie, a w przerwie zmienił go Cristian Tello. 14 stycznia 2017 podpisał z Fiorentiną czteroipółletni kontrakt. Pierwszego ligowego gola Chiesa strzelił 21 stycznia 2017 w wygranym 3:0 wyjazdowym meczu z Chievo Werona.
29 września 2016 Federico Chiesa zadebiutował w europejskich pucharach. W 61. minucie wygranego 5:0 meczu Ligi Europy z Qarabağem Ağdam zmienił na boisku Federico Bernardeschiego. W meczu z tym samym rywalem, ale już w Azerbejdżanie, Chiesa zdobył pierwszą bramkę w rozgrywkach UEFA i w oficjalnym meczu pierwszego zespołu w ogóle. W meczu tym (wygranym przez Włochów 2:1) został także ukarany czerwoną kartką.

### Juventus
W trakcie sezonu 2020/2021 Chiesa przeniósł się na zasadzie wypożyczenia do Juventusu. Po udanych dwóch sezonach, zespół z Turynu zdecydował się go kupić za 40 milionów euro.

## Kariera reprezentacyjna
Chiesa od listopada 2015 do listopada kolejnego roku grał najpierw w reprezentacji Włoch do lat 19, a następnie w kadrze U-20. 23 marca 2017 Chiesa zadebiutował w młodzieżowej reprezentacji Włoch. W Krakowie goście pokonali Polskę 2:1, a Chiesa, który rozegrał całą pierwszą połowę, asystował przy golu Lorenzo Pellegriniego.
9 kwietnia 2017 Chiesa został po raz pierwszy powołany do seniorskiej reprezentacji Włoch. 19-latek został zaproszony na trzydniowe zgrupowanie konsultacyjne, w trakcie którego nie rozegrano żadnego meczu. 
Wygrał z reprezentacją Włoch Mistrzostwa Europy w 2021 roku strzelając 2 ważne bramki w 1/8 z Austrią i w półfinale z Hiszpanią. 

## Statystyki kariery
Stan na 25 maja 2024
| Klub              | Sezon             | Liga  | Liga | Liga   | Puchar kraju | Puchar kraju | Puchar kraju | Europejskie puchary | Europejskie puchary | Europejskie puchary | Inne  | Inne | Inne   | Razem | Razem | Razem  |
| Klub              | Sezon             | Mecze | Gole | Asysty | Mecze        | Gole         | Asysty       | Mecze               | Gole                | Asysty              | Mecze | Gole | Asysty | Mecze | Gole  | Asysty |
| ----------------- | ----------------- | ----- | ---- | ------ | ------------ | ------------ | ------------ | ------------------- | ------------------- | ------------------- | ----- | ---- | ------ | ----- | ----- | ------ |
| ACF Fiorentina    | 2016/2017         | 23    | 3    | 3      | 2            | 0            | 0            | 5                   | 1                   | 0                   | –     | –    | –      | 30    | 4     | 3      |
| ACF Fiorentina    | 2017/2018         | 36    | 6    | 9      | 2            | 0            | 0            | 0                   | 0                   | 0                   | –     | –    | –      | 38    | 6     | 9      |
| ACF Fiorentina    | 2018/2019         | 37    | 6    | 3      | 4            | 6            | 2            | 0                   | 0                   | 0                   | –     | –    | –      | 41    | 12    | 5      |
| ACF Fiorentina    | 2019/2020         | 34    | 10   | 9      | 3            | 1            | 0            | 0                   | 0                   | 0                   | –     | –    | –      | 37    | 11    | 9      |
| ACF Fiorentina    | 2020/2021         | 3     | 1    | 1      | 0            | 0            | 0            | 0                   | 0                   | 0                   | –     | –    | –      | 3     | 1     | 1      |
| Juventus (wyp.)   | 2020/2021         | 30    | 8    | 8      | 4            | 2            | 1            | 8                   | 4                   | 1                   | 1     | 0    | 0      | 43    | 14    | 10     |
| Juventus (wyp.)   | 2021/2022         | 14    | 2    | 3      | 0            | 0            | 0            | 4                   | 2                   | 1                   | –     | –    | –      | 18    | 4     | 4      |
| Juventus          | 2022/2023         | 21    | 2    | 5      | 4            | 1            | 0            | 8                   | 1                   | 1                   | –     | –    | –      | 33    | 4     | 6      |
| Juventus          | 2023/2024         | 33    | 9    | 2      | 4            | 1            | 0            | –                   | –                   | –                   | –     | –    | –      | 37    | 10    | 2      |
| Ogółem w karierze | Ogółem w karierze | 235   | 47   | 43     | 23           | 11           | 3            | 25                  | 8                   | 3                   | 1     | 0    | 0      | 284   | 66    | 49     |

### Reprezentacyjne
| Reprezentacja | Rok     | Mecze | Bramki |
| ------------- | ------- | ----- | ------ |
| Włochy        | 2018    | 11    | 0      |
| Włochy        | 2019    | 6     | 1      |
| Włochy        | 2020    | 4     | 0      |
| Włochy        | 2021    | 17    | 3      |
| Włochy        | 2022    | 2     | 0      |
| Włochy        | 2023    | 4     | 3      |
| Włochy        | 2024    | 4     | 0      |
| Ogólnie       | Ogólnie | 48    | 7      |

## Sukcesy

### Juventus
- Puchar Włoch: 2020/2021
- Superpuchar Włoch: 2020

### Reprezentacyjne
Mistrzostwa Europy
- Mistrzostwo: 2020

Liga Narodów UEFA
- 3. miejsce: 2020/2021, 2022/2023

### Wyróżnienia
- Pallone Azzurro: 2021[9]
- Drużyna turnieju Mistrzostw Europy: 2021[10]
- Drużyna sezonu Serie A: 2020/2021[11]

## Życie prywatne
Federico Chiesa jest synem Enrico, byłego napastnika reprezentacji Włoch i m.in. Sampdorii, Fiorentiny, S.S. Lazio i Sieny.